# Con tan pocos años
Con tan pocos años es el nombre del segundo álbum de la actriz y cantante mexicana de música pop Lucero. Fue lanzado al mercado a inicios del año 1984. La producción y dirección estuvo a cargo de Sergio Andrade; grabándose completamente en Los Ángeles, California.
Las canciones del álbum que se destacaron como sencillos en la radio fueron: Con tan pocos años, Lo que daría, Contigo, Música y Llévame.
Vendió alrededor de 20 000 copias.[cita requerida]

## Antecedentes
En 1983, después de haber concluido su participación en la telenovela Chispita con rotundo éxito; recibe el premio TVyNovelas como artista revelación y la Asociación Mexicana de Radio y Televisión le otorga el premio Azteca de Oro como actriz revelación.
Inmediatamente, inicia la grabación de su segundo material discográfico junto a su director y representante Sergio Andrade en la ciudad de Los Ángeles, California, grabando canciones que el mismo Sergio había compuesto para ella.
También inicia su debut en películas mexicanas protagonizando junto con la estrella infantil Pedrito Fernández la película Coqueta; en la cual canta varios temas que ya tenía grabadas.

## Promoción
Para iniciar la promoción de este álbum; Lucerito participa en el festival OTI de la canción de 1983 con el tema Música; en el cual no logra calificar entre las finalistas; pero el tema es bien aceptado por su público.
Este LP consolida la etapa de cantante adolescente de Lucerito, ya que causó gran impacto entre los jóvenes de aquella época, gracias a que las canciones reflejaban aspectos esenciales de su vida: el primer amor, la primera decepción amorosa, los intereses, ilusiones y sus costumbres.
En 1984 participa en la grabación de una segunda película: Delincuente; en la cual nuevamente actúa junto a Pedrito Fernández, el cual estaba recién casado, consolidando su amistad con el protagonista; en esta película nuevamente canta temas de este álbum.

## Lista de canciones
| Con tan pocos años |                            |                |          |  |
| N.º                | Título                     | Escritor(es)   | Duración |  |
| 1.                 | «Con tan pocos años»       | Sergio Andrade | 3:08     |  |
| 2.                 | «Lo que daría»             | S. Andrade     | 2:50     |  |
| 3.                 | «Contigo»                  | S. Andrade     | 3:12     |  |
| 4.                 | «Si me vas a hacer sufrir» | S. Andrade     | 2:43     |  |
| 5.                 | «Música»                   | Lucero Hogaza  | 3:09     |  |
| 6.                 | «Llévame»                  | S. Andrade     | 2:55     |  |
| 7.                 | «Cuando me quieras»        | S. Andrade     | 2:55     |  |
| 8.                 | «Te quiero porque sí»      | S. Andrade     | 3:25     |  |
| 9.                 | «Pirinola»                 | S. Andrade     | 3:06     |  |
| 10.                | «Acción»                   | S. Andrade     | 2:39     |  |
| 30:07              |                            |                |          |  |

| Disco mensaje (1984) |                    |                |          |  |
| N.º                  | Título             | Escritor(es)   | Duración |  |
| 1.                   | «Mensaje navideño» | Martha Heredia | 2:35     |  |
| 2.                   | «Noche de paz»     | Franz Gruber   | 2:48     |  |
| 3.                   | «Blanca navidad»   | Irving Berlin  | 2:55     |  |
| 4.                   | «Jingle bells»     | James Pierpont | 2:55     |  |
| 11:15                |                    |                |          |  |

## Sencillos
| #  | Título               | Lado B                               | Fecha                   |
| -- | -------------------- | ------------------------------------ | ----------------------- |
| 1. | "Con tan pocos años" | "Te quiero porque sí"                | 30 de noviembre de 1983 |
| 2. | "Música"             | "Hola... Amigos del espacio" (de Él) | 26 de febrero de 1984   |
| 3. | "Contigo"            | "Acción"                             | 2 de junio de 1984      |

## Créditos de realización
- Producción, Arreglos, Dirección, Piano y Sintetizador: Sergio Andrade
- Bajo: Jimmy Johnson
- Percusiones: Ed Greene, Tommy Breckline
- Guitarra: Grant Geissman
- Cuerdas: Gary Gertzweig